# Steven Christoff
Pour les articles homonymes, voir Christoff.
Steven Mark Christoff (né le 23 janvier 1958 à Richfield dans l'État du Minnesota aux États-Unis) est un joueur professionnel américain de hockey sur glace. Il évoluait au poste de centre.

## Biographie
Steve Christoff a joué au niveau universitaire avec les Golden Gophers du Minnesota et après avoir joué une saison avec ceux-ci, il est repêché par les North Stars du Minnesota au 24e rang lors du repêchage amateur de la LNH 1978. Il fait partie de l'équipe américaine ayant battu l'équipe d'URSS lors de la ronde finale des Jeux olympiques de 1980 à Lake Placid, l'évènement étant surnommé le « Miracle sur glace ». Il débute dans la Ligue nationale de hockey avec les North Stars du Minnesota lors de la saison 1979-1980. Il joue par la suite pour les Flames de Calgary et les Kings de Los Angeles avant de se retirer en 1984.

## Statistiques

### En club
| Saison     | Équipe                      | Ligue      |     | Saison régulière | Saison régulière | Saison régulière | Saison régulière | Saison régulière |    | Séries éliminatoires | Séries éliminatoires | Séries éliminatoires | Séries éliminatoires | Séries éliminatoires |
| Saison     | Équipe                      | Ligue      | PJ  | B                | A                | Pts              | Pun              | PJ               | B  | A                    | Pts                  | Pun                  |                      |                      |
| 1977-1978  | Golden Gophers du Minnesota | NCAA       | 38  | 32               | 34               | 66               | 18               | -                | -  | -                    | -                    | -                    |                      |                      |
| 1978-1979  | Golden Gophers du Minnesota | NCAA       | 43  | 38               | 39               | 77               | 50               | -                | -  | -                    | -                    | -                    |                      |                      |
| 1979-1980  | Équipe des États-Unis       | Intl       | 64  | 37               | 27               | 64               | 28               | -                | -  | -                    | -                    | -                    |                      |                      |
| 1979-1980  | North Stars du Minnesota    | LNH        | 20  | 8                | 7                | 15               | 19               | 14               | 8  | 4                    | 12                   | 7                    |                      |                      |
| 1980-1981  | Stars d'Oklahoma City       | LCH        | 3   | 1                | 0                | 1                | 0                | -                | -  | -                    | -                    | -                    |                      |                      |
| 1980-1981  | North Stars du Minnesota    | LNH        | 56  | 26               | 13               | 39               | 58               | 18               | 8  | 8                    | 16                   | 16                   |                      |                      |
| 1981-1982  | North Stars du Minnesota    | LNH        | 69  | 26               | 29               | 55               | 14               | 2                | 0  | 0                    | 0                    | 2                    |                      |                      |
| 1982-1983  | Flames de Calgary           | LNH        | 45  | 9                | 8                | 17               | 4                | 1                | 0  | 0                    | 0                    | 0                    |                      |                      |
| 1983-1984  | Kings de Los Angeles        | LNH        | 58  | 8                | 7                | 15               | 13               | -                | -  | -                    | -                    | -                    |                      |                      |
| Totaux LNH | Totaux LNH                  | Totaux LNH | 248 | 77               | 64               | 141              | 108              | 35               | 16 | 12                   | 28                   | 25                   |                      |                      |

### En équipe nationale
Il a représenté les États-Unis au niveau international.
| Année | Compétition          |   | PJ | B | A | Pts | Pun                    |  | Résultat |
| 1979  | Championnat du monde | 8 | 3  | 2 | 5 | 4   | 7e place               |  |          |
| 1980  | Jeux olympiques      | 7 | 2  | 1 | 3 | 6   | Médaille d'or          |  |          |
| 1981  | Coupe Canada         | 6 | 1  | 5 | 6 | 4   | Défaite en demi-finale |  |          |